# مرته ون کمپ
مرته ون کمپ بازیگر و خواننده اهل دانمارک است. 
مادر مرته ون کمپ بالرین آلمانی و پدرش مدیر شرکت آلومینیوم سازی است که وقتی مرته ۸ سال داشت، از هم طلاق گرفتند. مرته در مدارس شبانه روزی سوئیس و فرانسه تحصیل کرد.

## فیلم‌شناسی
اولین حضور مرته ون کمپ در سینما، بازی در فیلم آخر هفته اوسترمن به کارگردانی سام پکینپا در سال ۱۳۶۲ بود. 